# Електрон (сплав)
 Тази статия е за самородната сплав.  За елементарната частица вижте Електрон.  
Електрон (от гръцки: elektron) или електрум (от латински: electrum) е естествено получена сплав от злато и сребро, със следи от мед и други метали. Произвежда се и в промишлени условия под името „зелено злато“. Древните гърци наричали този вид самородна сплав „бяло злато“, отличавайки го от пречистеното злато. Цветът на електрона варира от бледо до ярко жълто, в зависимост от съотношението на златото и среброто.
Златното съдържание на естествено получения електрон в модерна Западна Мала Азия варира от 70 до 90%, за разлика от 45 – 55% съдържание в електрона, от който древните лиди, обитавали същият регион, са секли монетите си – електронови статери. Това подсказва, че една от причините за развитието на монетосеченето в този регион са по-високите печалби при пускането в обращение на монети с по-ниско златно съдържание от обичайните монети, които били в циркулация.
Електронът се използвал още през третото хилядолетие пр.н.е. в Древен Египет, понякога като външна облицовка за пирамидионите, поставяни на върха на пирамидите и обелиските. Сплавта се е ползвала и за изработка на древни съдове за пиене. Първите метални монети, изсечени от електрон, датират към края на VII в. пр.н.е. или началото на VI в. пр.н.е.
В продължение на няколко десетилетия медалите, връчвани с Нобеловите награди, са изработвани от „зелено злато“ със златно покритие.
- Електроново трите (1/3 статер), Алиат II, Лидия, 610 – 560 г. пр.н.е.
- Електронова монета от Ефес, 620 – 600 г. пр.н.е.
- Електронова монета от Кизик, Мизия, началото на IV в. пр.н.е.
- Електронов статер, Картаген, около 300 г. пр.н.е.